# NGC 198
Az NGC 198 egy spirális galaxis az Pisces (Halak) csillagképben.

## Felfedezése
Az NGC 198 galaxist William Herschel fedezte fel 1790. december 25-én.

## Tudományos adatok
A galaxis 5275 km/s sebességgel távolodik tőlünk.